# داشرجانگل
داشرجانگل (به لاتین: Dasherjangal) یک منطقهٔ مسکونی در بنگلادش است که در ناحیه شریعت‌پور واقع شده‌است.